# Метрополитенские районы Англии

метрополитенские районы Англии

Метрополитенский район (англ. metropolitan borough — метрополитенский боро) — единица административно-территориального деления Англии, является подразделением графств-метрополий. Созданы в 1974 по Акту местного самоуправления 1972 года, метрополитенские районы определены в английском законе как метрополитенские дистрикты (англ. metropolitan districts). Тем не менее, все из них были наделены королевскими хартиями, по которым они получали статус района (англ. borough — боро) (а в некоторых случаях и статус города). Метрополитенские районы фактически являются районами с унитарным правительством со времен упразднения советов метрополитенских районов (англ. metropolitan county councils) по Акту местного самоуправления 1985 года.

## История
Впервые термин «метрополитенский район» был использован для административного разделения графства Лондон в период с 1900 по 1965 годы. Тем не менее, нынешние районы Большого Лондона, которые имеют другие границы и функции и намного крупнее в площади, известны как Административные округа Лондона.
Современные метрополитенские районы были созданы в 1974 году как подразделения метрополитенских графств с целью покрыть территорию шести крупнейших городских агломераций за пределами Большого Лондона. Новые районы замещали предыдущую систему районов, муниципальных районов, Городские районы Англии и деревенских районов. Районы обычно имеют население от 174.000 до 1,1 миллиона человек.
Метрополитенские районы изначально были частью двухуровневой структуры локального управления и делили власть с советами метрополитенских графств (англ. metropolitan county councils (MCCs)). Они отличались от не метрополитенских районов разделением власти между районными и графскими советами. Метрополитенские районы были ответственны за образование, социальное обеспечение и библиотеки, а в не метрополитенских районах за это отвечали графские советы.
В 1986 году советы метрополитенских графств были упразднены по Акту местного самоуправления 1985 года и большинство их функций были переложены на районные советы, фактически делая их унитарными единицами во всем, кроме формальностей. В то же время, тем не менее, некоторые функции упраздненных графских советов были переданы соединенным органам, таким как Passenger transport executive, fire authority, police authority и waste disposal authority.

## Советы метрополитенских районов
Метрополитенские районы управляются советами метрополитенских районов. Они являются верховной местной властью в шести метрополитенских графствах и ответственны за большинство местных услуг, таких как школы, социальные услуги, сбор мусора и дороги.

## Список метрополитенских районов
В Англии существуют следующие 36 метрополитенских районов:
| Метрополитенское графство | Метрополитенские районы                                                                       | Количество | Население графства |
| ------------------------- | --------------------------------------------------------------------------------------------- | ---------- | ------------------ |
| Большой Манчестер         | Манчестер, Болтон, Бери, Олдем, Рочдейл, Сити-оф-Солфорд, Стокпорт, Теймсайд, Траффорд, Уиган | 10         | 2,573,200          |
| Мерсисайд                 | Ливерпуль, Ноусли, Сент-Хеленс, Сефтон, Уиррал                                                | 5          | 1,365,000          |
| Саут-Йоркшир              | Шеффилд, Барнсли, Донкастер, Ротерем                                                          | 4          | 1,290,000          |
| Тайн-энд-Уир              | Ньюкасл-апон-Тайн, Гейтсхед, Саут-Тайнсайд, Норт-Тайнсайд, Сандерленд                         | 5          | 1,089,400          |
| Уэст-Мидлендс             | Бирмингем, Ковентри, Дадли, Сандуэлл, Солихалл, Уолсолл, Вулвергемптон                        | 7          | 2,591,300          |
| Уэст-Йоркшир              | Сити-оф-Лидс, Сити-оф-Брадфорд, Колдердейл, Керклис, Сити-оф-Уэйкфилд                         | 5          | 2,161,200          |